# Camilla Saldanha

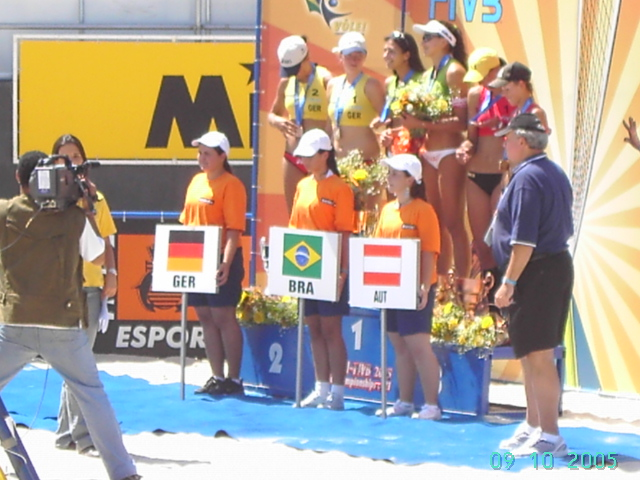
Camilla, campeã mundial sub-21 em 2005.

Camilla dos Reis Saldanha ou simplesmente Camillinha (Rio de Janeiro, 17 de maio de 1985), é uma jogadora de voleibol de praia brasileira, que ganhou a medalha de ouro no Campeonato Mundial de Voleibol de Praia Sub-21 de 2005.

## Biografia
No ano de 2005 ao lado de sua parceira Carol Salgado conquistam a medalha de ouro no Mundial Juvenil disputado no Rio de Janeiro 2005. 
Em 2006, ao lado de Lili, conquistou seu primeiro título em Macau, na China, sede dos Jogos da Lusofonia.
Em 2008, também ao lado de Lili, conquistou cinco etapas do Circuito Neozelandês : na etapa da Praia de Matarangi derrotaram a dupla neozelandesa Anna Scarlett & Susan Blundell por 2x1 (18-21, 21-13 e 16-14). 
Na etapa seguinte de Ohope, Maraetotara Reserve, venceram na final as americanas Jenelle Koester & Paige Davis por 2x1 (15-21, 21-16 e 15-12). Venceram na etapa de Mount Maunganui novamente a dupla americana Jenelle Koester & Paige Davis por 2x1 (18-21, 21-15 e 15-8). Na Praia de Wellington , Baía Oriental, sagram-se vitoriosas frente as neozelandesas Anna Scarlett & Susan Blundell por 2x1 (21-18, 21-19 e 15-8). Na última etapa em Auckland, ASB Tennis Centre, fizeram nova final contra as neozelandesas Anna Scarlett & Susan Blundell , vencendo por 2X0 (21-19, 21-16).
Em 2008, transferiu-se para a Italia onde participou do Campeonato Italiano de Voleibol (serie C) por 9 anos.

## Títulos
- 2016/2017- Campeã no Campeonato Italiano de Voleibol (Serie C) - Busa Transporti Miovolley Gossolengo
- 2016- Vice-campeã na Etapa de Soverato do Campeonato Italiano de volei de praia
- 2015/2016- Melhor atacante da região Lombardia no Campeonato Italiano de voleibol (série C)
- 2015/2016- Campeã no Campeonato Italiano de Voleibol (Serie C) - Tomolpack Marudo
- 2015- Vice-campeã na Etapa de Torino do Campeonato Italiano de volei de praia
- 2012/2013- Melhor atacante da região Lombardia no Campeonato Italiano de voleibol (série C)
- 2012/2013- Campeã no Campeonato Italiano de Voleibol (Serie C) - Volley Offanengo 2011
- 2010/2011- Campeã no Campeonato Italiano de voleibol (Serie C) - Pallavolo Sibillini Amandola
- 2008/2009- Campeã no Campeonato Italiano de voleibol (Serie C) - G.S Volley 2000 Porto Recanati
- 2008- Campeã na Etapa de Rimini do Campeonato Italiano de volei de praia
- 2008- Vice-campeã na Etapa de Vieste do Campeonato Italiano de volei de praia
- 2008- Vice-campeã na Etapa de San Benedetto do Campeonato Italiano de volei de praia
- 2008- Campeã da Etapa do Circuito Nacional Neozelandês-Auckland  (Liliane Maestrini)
- 2008- Campeã na Etapa do Circuito Nacional Neozelandês-Wellington  (Liliane Maestrini)
- 2008- Campeã na Etapa do Circuito Nacional Neozelandês-Mount Manganui  (Liliane Maestrini)
- 2008- Campeã na Etapa do Circuito Nacional Neozelandês-Ohope  (Liliane Maestrini)
- 2008- Campeã na Etapa do Circuito Nacional Neozelandês-Matarangi  (Liliane Maestrini)
- 2008- Campeã da etapa de Montevideo do Circuito Ibero-Americano
- 2008- Campeã da Etapa de Iquique (Chile) do Circuito Sul-Americano
- 2007- Vice-campeã da etapa Challenger de Teresina do Circuito Banco do Brasil (Bárbara Seixas)
- 2007- 3º da etapa Challenger de São Luis do Circuito Banco do Brasil (Bárbara Seixas)
- 2007- Vice-campeã da etapa Challenger de Aracaju do Circuito Banco do Brasil (Bárbara Seixas)
- 2006- Campeã dos Jogos da Lusofonia (China) (Liliane Maestrini)
- 2005- Campeã Brasileira Sub-21
- 2005- Campeã Mundial sub-21 (Carol Salgado)
- 2005- Campeã carioca sub-21
- 2004- Vice-campeã brasileira Sub-21
- 2003- Vice-campeã carioca Sub-21